# Eucnide tenella
Eucnide tenella är en brännreveväxtart som först beskrevs av Ivan Murray Johnston, och fick sitt nu gällande namn av H. J. Thompson och W. R.Ernst. Eucnide tenella ingår i släktet Eucnide och familjen brännreveväxter. Inga underarter finns listade i Catalogue of Life.